# 판처예거 I
판처예거 I(독일어: Panzerjäger I 판처예거 아인[*])는 독일이 제2차 세계 대전에서 처음 사용한 판처예거이다. 체코제 스코다 4.7cm PaK (t) 대전차포를 개조한 1호 전차 B형 차체에 탑재한 것이다. 당시 채용된 3.7cm PaK 36 대전차포로는 상대가 안 되는 샤 B1 같은 프랑스 중전차를 상대하기 위해 만들어졌으며 덕분에 1호 전차의 사용 기간을 늘려주는 결과를 가져왔다. 1940~1941년 사이에 200량 넘게 개조되어서 프랑스 전투, 북아프리카 전역, 독소전쟁 등에 배치되었다.

## 설계와 생산
1호전차의 포탑이 제거되고 고정 포 방패를 추가하여 무장과 승무원을 보호한다. 대전차포는 바퀴, 축, 거치대를 제거하고 전투실 안의 받침대에 장착된다. 원래 포방패는 그대로 남아 있고, 보통 대전차 탄 74발과 HE 탄 10발을 탑재한다.
총 생산량은 202량이다. 알케트가 1940년에 초기형 132대를 생산했다. 후기형 70대 중 10대는 알케트 사가 조립하고 나머지는 클뢰크너훔볼트도이츠 (Klöckner-Humboldt-Deutz) 사가 1940~1941년 동안 조립했다. 후기형은 7면 포방패를 가진 반면에 초기형은 5면 포방패를 가지고 있는 것으로 구분 가능하다.
이 차량의 공식 이름은 4.7 cm PaK(t) (Sf) auf Panzerkampfwagen I ohne Turm으로, "4.7 cm (체코 제) 대전차포 장비형 무포탑 장갑전투차량 1호"라는 뜻이다.

## 편제
들은 일반적으로 9량이 1개 중대를 이루며, 3개 중대가 대대를 이룬다. 프랑스 전투에서(만) 대전차 대대 (Panzerjäger-Abteilung) 521만 중대 당 6량을 장비했다. 두 번의 예외만 빼면 대전 중 항상 독립 대전차 대대로 운용되었다. 그러나, 발칸 원정 후, 바르바로사 작전에 대비해서 제1 SS 기갑 사단 LSSAH (SS-Brigade Leibstandarte der SS Adolf Hitler)와 900 기동 교도 대대 (Lehr-Brigade (mot.) 900)의 900 장갑엽병 분견대 (Panzerjäger-Abteilung 900)에 1개 중대씩 배치되었다.

## 전투 경력
프랑스 전투 중에 521, 616, 643, 670 대전차 대대에 99량이 배치되었다. 521 대전차 대대만 처음부터 이 원정에 참가하고 있었고 다른 셋은 원정이 시작된지 며칠 후까지도 훈련 중이었지만, 훈련이 끝나자 전선에 배치되었다.
북아프리카의 605 대전차 대대에는 1호 대전차 자주포 27량이 배치되었다. 이들은 리비아의 트리폴리에 1941년 18일에서 21일 사이에 도착했다. 1941년 9월 보충으로 5대가 보내졌지만, 10월 2일에 3대만 도착했고 나머지는 수송선 카스텔론 (Castellon)에 선적된 채로 가라앉았다. 영국의 십자군 작전이 시작될 때 이 대대는 완편 상태였지만, 전투 중에 13대를 잃었다. 1942년 1월 보충차 4대가 더 보내져서 가잘라 전투 개시 때에는 17대가 되었다. 1942년 9/10월 경에 3대가 더 보급되었지만 제2차 엘 알라메인 전투 개시 때에는 대대에 11대 밖에 없었다. 1942년 12월에 마지막으로 2대가 더 보충되었다.
521, 529, 616, 643, 670 대전차 대대는 바르바로사 작전 당시 1호 대전차 자주포 135대를 장비하고 있었다. 이들은 전투 시작 시점에 아래와 같이 배치되어 있었다.
| 부대 | 집단군      | 군         | 군단          |
| ---- | ----------- | ---------- | ------------- |
| 521  | 중부 집단군 | 제2 기갑군 | 24군단        |
| 529  | 중부 집단군 | 제4군      | 7군단         |
| 616  | 북부 집단군 | 제4 기갑군 |               |
| 643  | 중부 집단군 | 제3 기갑군 | 49군단 (mot.) |
| 670  | 남부 집단군 | 제1 기갑군 |               |

1941년 7월 27일까지 529 대전차 대대는 1호 대전차 자주포 4대를 잃었다. 1941년 11월 23일에는 아직 16대를 보유하고 있다고 보고했지만, 그 중 2대는 작동하지 않았다. 1942년 5월 5일의 521 대전차 대대보고에는 겨우 5대만 있다고 한 걸로 보아 그 중 대부분은 1941년과 1942년 사이의 겨울 동안 살아남지 못한 것으로 보인다. 529 대전차 대대가 1942년 6월 30일 해체될 때에는 겨우 2대만 남아 있었다. 예외적으로 616 대전차 대대는 최소한 1942년 가을까지는 세 중대 모두 1호 대전차 자주포를 가지고 있다고 보고했다.

## 전투 평가

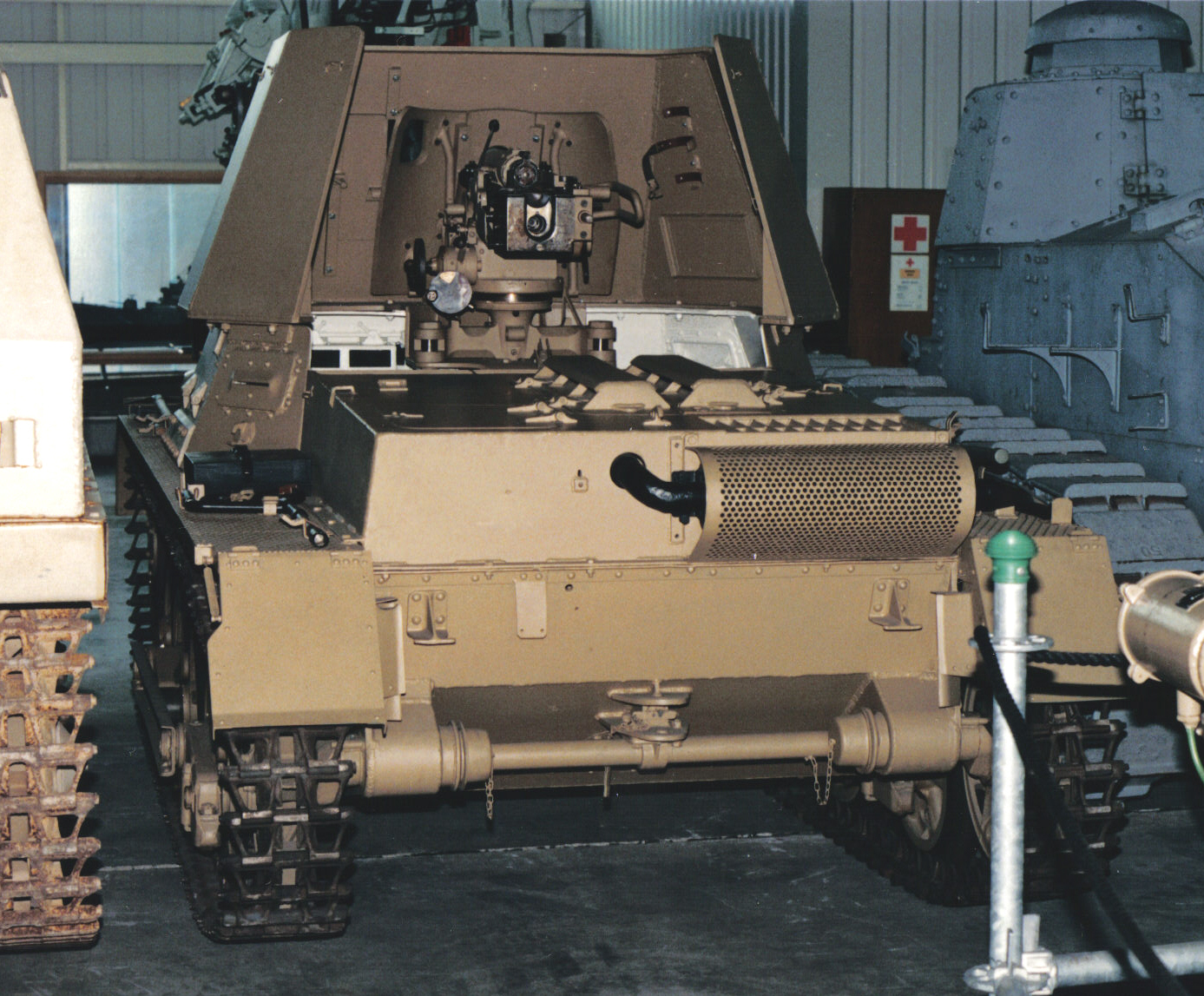
1호 대전차 자주포 후기형 뒷모습.

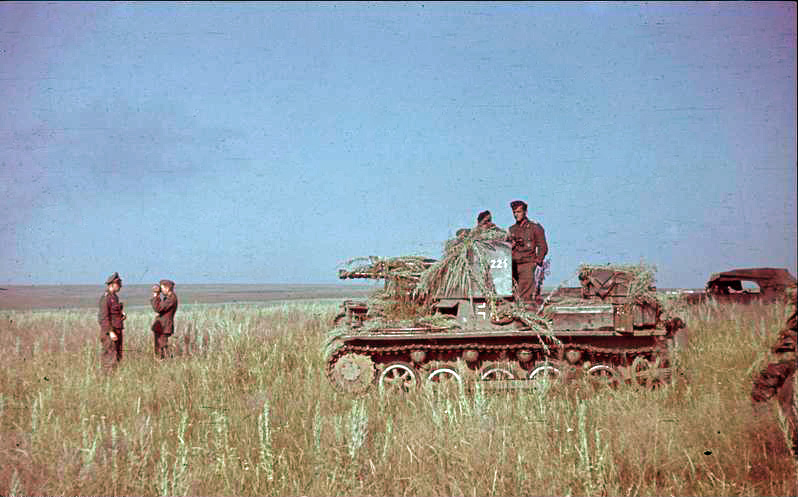
1941년 우크라이나 서부의 1호 대전차 자주포 컬러 사진

1940년 6월 25일 643 대전차 대대
"4.7cm 철갑탄 (Panzergranaten)은 500m 거리에서 45에서 50mm 두께의 장갑에도 매우 효과적이며 600m에서도 충분하다. 시야는 매우 불량하다. 포방패 위로 전방을 관측해야 해서, 머리에 맞을 수도 있다 (Kopfschüsse)! 시가지나 거리의 장애물, 기관총 진지, 산개한 탱크를 공격할 때는 승무원들이 사실상 장님이 된다.

1941년 7월 521 대전차 대대
4.7 cm Pak(t)의 유효 사거리는 1,000m에서 1,200m이고 최대로 1,500m이다. 모길레프 (Mogilev)와 로가체프 (Rogachev) 근교에서처럼 대전차포나 야포를 장비한 적을 공격할 때는, 높은 상부 구조물이 야포와 대전차포의 좋은 표적이 되어, 1호 대전차 자주포는 미처 대응하기도 전에 파괴된다.
로가체프 근교에서 발생했던 것처럼, 대구경 포탄이 근처에서 폭발하면, 파편이 얇은 장갑을 관통한다. 러시아의 4.5cm 대전차포에는 1,200m 거리에서도 관통될 수 있다. 1중대는 10대 (Kampffahrzeuge) 중 5대를 그렇게 잃었는데, 그 중 2대만 수리할 수 있었다.
1942년 7월 605 대전차 대대
"이 무기의 훌륭한 명중률은 특기할만 하다. 보통 1,000m 거리에서도 초탄을 명중시킬 수 있다. 관통력은 사막에의 교전 거리에서 필요한 수준보다 너무 낮다. 차채가 너무 약하고, 엔진은 과부하다. 서스펜션의 스프링은 수시로 망가진다."

"한번은, 마크2 (마틸다 Mk.2 보병전차) 3대를 400m 거리에서 4.7cm 텅스텐 심 철갑탄 (Pz.Gr. 40)으로 관통한 적도 있다. 이것은 보통 60mm 장갑을 관통하므로, 이 탄을 소량 탑재하는 게 바람직하다. 4.7cm 철갑탄 (Pz.Gr. 36(t))으로는 600에서 800m 거리에 있는 마크2를 관통하지 못할 것이다. 하지만 안쪽 장갑의 파편이 튀어서 승무원들은 탱크를 포기할 것이다."

## 참조
- 피터 챔벌레인과 힐러리 L. 도일 공저. 토마스 L. 젠츠 (기술 감수). "제2차 세계대전의 독일 전차 백과: 1933~1945년 독일 전투 탱크, 장갑차, 자주포, 반궤도 차량에 대한 완전 도감". 런던:무기와 갑옷 출판사, 1978년 (1993년 개정판). ISBN 1-85409-214-6
- 토마스 L. 젠츠 저 대전차자주포 (3.7cm Tak to Pz.Sfl.Ic): 1927년에서 1941년까지 개발과 운용 (장갑 궤도 7-1호) 보이드, 월간: 장갑 궤도, 2004. ISBN 0-9744862-3-X